# Captain Tsubasa 5: Hasha no Shogo Campione
Captain Tsubasa 5: Hasha no Shogo Campione (キャプテン翼Ⅴ 覇者の称号カンピオーネ) é um videojogo baseado nos personagens do anime Captain Tsubasa. Foi o último título da série de videojogos Captain Tsubasa produzido pela Tecmo, tendo sido lançado exclusivamente no Japão em 1994, para a Super Famicom.
Para além das personagens originais, foram mantidas algumas da prequela, enquanto que várias novas foram introduzidas no elenco, tendo sido baseadas em jogadores famosos da época como por exemplo: Dennis Bergkamp, Jean-Pierre Papin, Franco Baresi, Gabriel Batistuta, entre tantos outros.
A história centra-se principalmente na Serie A italiana, tendo Tsubasa (a jogar no Lecce) como principal protagonista, e também na campanha internacional da Seleção Japonesa de Futebol.
Além disso, outros personagens como Kojiro Hyuga, Genzo Wakabayashi, Lui Napoleón, Carlos Santana, Karl-Heinz Schneider, entre outros, também têm a sua mini-história.
As competições internacionais no jogo são baseadas na Copa da Ásia, Copa América, e Copa do Mundo.
Após vários anos do seu lançamento, e devido à sua popularidade, o jogo foi traduzido (sem a autorização da Nintendo) para várias línguas como o inglês, italiano, espanhol, árabe, chinês ou português brasileiro.

## Times
Times com * precisam ser desbloqueados para serem jogáveis no modo All-Star

### Times Originais Captain Tsubasa
- Nankatsu SC
- Toho FC

### Clubes
- Portuguesa
- São Paulo
- Fiorentina*
- Genoa*
- Inter*
- Juventus*
- Lecce*
- Milan*
- Parma*
- Roma*
- Sampdoria*
- Torino*
- FC Köln*
- Bayern Munich*
- Eintracht Frankfurt
- Hamburger SV*
- Werder Bremen
- Stuttgart
- Bordeaux
- Paris Saint-Germain*
- Manchester United*
- Feyenoord*

- Campione*

### Seleções Nacionais

#### CONMEBOL
- Argentina*
- Bolivia
- Brasil*
- Chile
- Uruguai*
- Venezuela

#### CONCACAF
- Estados Unidos

#### UEFA
- França
- Alemanha*
- Itália*
- Países Baixos*

#### CAF
- Gana*
- Marrocos
- Nigéria*

#### AFC
- Iraque*
- Japão
- Coreia*
- Malásia*
- Filipinas
- Qatar*
- Arábia Saudita*
- Emirados Arabes Unidos*

### Outros Times
- Japão Completo*
- Canarinho Stars*
- Ichigaya Kingdom*